# Marcos López (futbolista)
Marcos Johan López Lanfranco (La Esperanza, 20 de septiembre de 1999) es un futbolista peruano que juega como lateral izquierdo y su equipo actual es el Football Club Copenhague de la Superliga Danesa. Es internacional con la selección de fútbol del Perú desde el 9 de septiembre de 2018.

## Trayectoria
Nacido en el Distrito de La Esperanza de la Provincia de Trujillo, hizo su debut el 1 de enero de 2016 en el Club Deportivo Universidad de San Martín de Porres. El 31 de agosto de 2017 pasó a jugar por el Club Sporting Cristal.

### San Jose Earthquakes
El 4 de enero del 2019 su ahora ex club Sporting Cristal anuncia que su transferencia al San Jose Earthquakes de la MLS siendo el fichaje más joven en la historia del club. Con el conjunto californiano, disputó 18 encuentros en toda la temporada.

### Reno 1868 FC
Para el 2020, producto del convenio entre el San Jose Earthquakes y el Reno 1868 FC (miembro de la USL Championship), el equipo de la MLS transfiere por préstamo a seis jugadores jóvenes de su plantel al equipo de Nevada, para que estos juveniles tengan mayor continuidad, dentro de los cuales se encontraba López. El debut del peruano con la escuadra de Reno se produce el 6 de marzo de 2020, donde Reno 1868 FC derrotó en condición de visitante 1-3 al Tacoma Defiance por la primera fecha de la temporada en la USL Championship.

### San Jose Earthquakes
Al retornar el fútbol estadounidense, el cual se había paralizado por la pandemia del COVID-19, López retornó al San Jose Earthquakes y debía jugar en el retorno de la MLS. No obstante, una cirugía que tuvo por apendicitis, hizo que esto se retrasase. Finalmente, López debutó en el equipo californiano.

### Feyenoord de Róterdam
El 8 de agosto de 2022 fue transferido por 2 millones al Feyernoord desde San Jose Earthquakes. Firmó un contrato de cuatro años con el club.

### F. C. Copenhague
El 23 de agosto de 2024 llega en calidad de préstamo con opción a compra, procedente del Feyenoord de Holanda, al F.C. Copenhague de Dinamarca.

## Selección nacional

### Categorías inferiores
Jugó con la selección peruana sub-20 en el Campeonato Sudamericano en Ecuador de 2017. Igualmente formó parte del equipo que viajó como sparrings a la Copa Mundial de Fútbol de 2018 en Rusia.
Fue internacional con la selección de fútbol sub-20 del Perú en una ocasión, el Campeonato Sudamericano de Fútbol Sub-20 de 2017 y el Campeonato Sudamericano Sub-20 de 2019, donde disputó todos los partidos como titular. fue parte del equipo de sparring cuando Perú clasificó al Mundial Rusia 2018.

### Selección absoluta

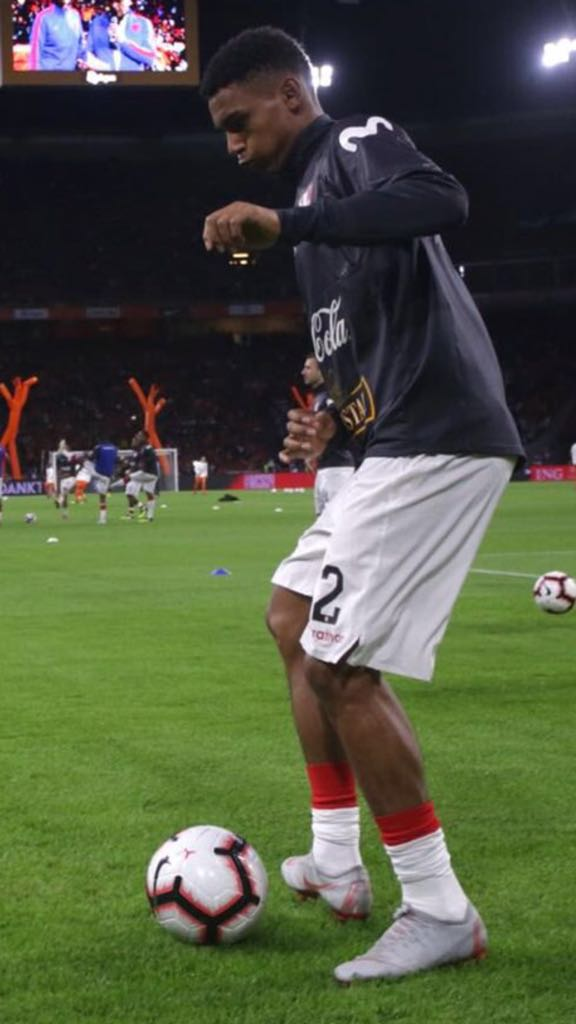
Marcos López (2018)

El 9 de septiembre de 2018 se convertiría en el jugador más joven en debutar con la Selección Peruana Absoluta con 18 años reemplazando a Edison Flores en el partido contra Alemania.
Fue titular por primera vez en reemplazo del suspendido Miguel Trauco por la fecha 8 de las Eliminatorias al Mundial 2022 en la victoria 2 a 1 contra Ecuador en Quito cumpliendo un trabajo defensivo muy bueno, de ahí en adelante fue titular hasta la fecha 12 donde volvería Miguel Trauco a la titularidad en el partido contra Chile, aunque también ingresaría en reemplazo de Edison Flores en el segundo tiempo, fue titular nuevamente a la siguiente fecha debido a la suspensión por tarjetas amarillas a Trauco, jugando todo el partido contra Bolivia en La Paz.
En noviembre por la fecha 14 de las eliminatorias, entró en el segundo tiempo contra Venezuela en Caracas en la victoria 1 a 2 de Perú, más adelante por la siguiente fecha, el 28 de enero del 2022 fue titular en la histórica victoria 1 a 0 de la Selección Peruana sobré Colombia en Barranquilla.

### Participaciones en Copas América
| Copa              | Sede           | Resultado      | Partidos | Goles |
| ----------------- | -------------- | -------------- | -------- | ----- |
| Copa América 2021 | Brasil         | Cuarto Lugar   | 4        | 0     |
| Copa América 2024 | Estados Unidos | Fase de grupos | 3        | 0     |

### Participaciones en Clasificatorias a Copas del Mundo
| Eliminatorias                 | Sede       | Resultado    | Partidos | Goles | Asist. |
| ----------------------------- | ---------- | ------------ | -------- | ----- | ------ |
| Eliminatorias Mundial de 2022 | Sudamérica | 5.º lugar    | 12       | 0     | 0      |
| Eliminatorias Mundial de 2026 | Sudamérica | Por Disputar | 2        | 0     | 0      |
| Total                         | Total      | Total        | 14       | 0     | 0      |

### Partidos con la Selección Mayor de Perú
| Partidos internacionales | Partidos internacionales | Partidos internacionales | Partidos internacionales | Partidos internacionales | Partidos internacionales | Partidos internacionales      |
| N.º                      | Fecha                    | Ciudad                   | Local                    | Resultado                | Visitante                | Competición                   |
| ------------------------ | ------------------------ | ------------------------ | ------------------------ | ------------------------ | ------------------------ | ----------------------------- |
| 1                        | 09-09-2018               | Sinsheim                 | Alemania                 | 2:1                      | Perú                     | Amistoso                      |
| 2                        | 26-03-2019               | Washington D. C.         | Perú                     | 0:2                      | El Salvador              | Amistoso                      |
| 3                        | 08-10-2020               | Asunción                 | Paraguay                 | 2:2                      | Perú                     | Eliminatorias Mundial de 2022 |
| 4                        | 13-11-2020               | Santiago                 | Chile                    | 2:0                      | Perú                     | Eliminatorias Mundial de 2022 |
| 5                        | 03-06-2021               | Lima                     | Perú                     | 0:3                      | Colombia                 | Eliminatorias Mundial de 2022 |
| 6                        | 08-06-2021               | Quito                    | Ecuador                  | 1:2                      | Perú                     | Eliminatorias Mundial de 2022 |
| 7                        | 17-06-2021               | Río de Janeiro           | Brasil                   | 4:0                      | Perú                     | Copa América 2021             |
| 8                        | 20-06-2021               | Goiania                  | Colombia                 | 1:2                      | Perú                     | Copa América 2021             |
| 9                        | 05-07-2021               | Río de Janeiro           | Brasil                   | 1:0                      | Perú                     | Copa América 2021             |
| 10                       | 09-07-2021               | Brasilia                 | Colombia                 | 3:2                      | Perú                     | Copa América 2021             |
| 11                       | 02-09-2021               | Lima                     | Perú                     | 1:1                      | Uruguay                  | Eliminatorias Mundial de 2022 |
| 12                       | 05-09-2021               | Lima                     | Perú                     | 1:0                      | Venezuela                | Eliminatorias Mundial de 2022 |
| 13                       | 09-09-2021               | Recife                   | Brasil                   | 2:0                      | Perú                     | Eliminatorias Mundial de 2022 |
| 14                       | 07-10-2021               | Lima                     | Perú                     | 2:0                      | Chile                    | Eliminatorias Mundial de 2022 |
| 15                       | 10-10-2021               | La Paz                   | Bolivia                  | 1:0                      | Perú                     | Eliminatorias Mundial de 2022 |
| 16                       | 14-10-2021               | Buenos Aires             | Argentina                | 1:0                      | Perú                     | Eliminatorias Mundial de 2022 |
| 17                       | 16-11-2021               | Caracas                  | Venezuela                | 1:2                      | Perú                     | Eliminatorias Mundial de 2022 |
| 18                       | 16-01-2022               | Lima                     | Perú                     | 1:1                      | Panamá                   | Amistoso                      |
| 19                       | 28-01-2022               | Barranquilla             | Colombia                 | 0:1                      | Perú                     | Eliminatorias Mundial de 2022 |
| 20                       | 05-06-2022               | Barcelona                | Perú                     | 1:0                      | Nueva Zelanda            | Amistoso                      |
| 21                       | 24-09-2022               | Pasadena                 | México                   | 1:0                      | Perú                     | Amistoso                      |
| 22                       | 27-09-2022               | Washington D. C.         | El Salvador              | 1:4                      | Perú                     | Amistoso                      |
| 23                       | 16-11-2022               | Lima                     | Perú                     | 1:0                      | Paraguay                 | Amistoso                      |
| 24                       | 19-11-2022               | Arequipa                 | Perú                     | 1:0                      | Bolivia                  | Amistoso                      |
| 25                       | 25-03-2023               | Maguncia                 | Alemania                 | 2:0                      | Perú                     | Amistoso                      |
| 26                       | 28-03-2023               | Madrid                   | Marruecos                | 0:0                      | Perú                     | Amistoso                      |
| 27                       | 20-06-2023               | Osaka                    | Japón                    | 4:1                      | Perú                     | Amistoso                      |
| 28                       | 07-09-2023               | Ciudad del Este          | Paraguay                 | 0:0                      | Perú                     | Eliminatorias Mundial de 2026 |
| 29                       | 12-09-2023               | Lima                     | Perú                     | 0:1                      | Brasil                   | Eliminatorias Mundial de 2026 |

## Estadísticas

### Clubes
Actualizado al último partido disputado el 29 de mayo de 2025.
| Club                                | Div.             | Temporada        | Liga  | Liga  | Liga   | Copas | Copas | Copas  | Internacional | Internacional | Internacional | Total | Total | Total  |
| Club                                | Div.             | Temporada        | Part. | Goles | Asist. | Part. | Goles | Asist. | Part.         | Goles         | Asist.        | Part. | Goles | Asist. |
| ----------------------------------- | ---------------- | ---------------- | ----- | ----- | ------ | ----- | ----- | ------ | ------------- | ------------- | ------------- | ----- | ----- | ------ |
| Universidad de San Martín · Perú    |                  |                  |       |       |        |       |       |        |               |               |               |       |       |        |
| 1.ª                                 | 2016             | 2                | 0     | 0     | —      | —     | —     | —      | —             | —             | 2             | 0     | 0     |        |
| Total club                          | Total club       | 2                | 0     | 0     | 0      | 0     | 0     | 0      | 0             | 0             | 2             | 0     | 0     |        |
| Sporting Cristal Perú               |                  |                  |       |       |        |       |       |        |               |               |               |       |       |        |
| 1.ª                                 | 2017             | 0                | 0     | 0     | —      | —     | —     | —      | —             | —             | 0             | 0     | 0     |        |
| 1.ª                                 | 2018             | 23               | 5     | 7     | —      | —     | —     | —      | —             | —             | 23            | 5     | 7     |        |
| Total club                          | Total club       | 23               | 5     | 7     | 0      | 0     | 0     | 0      | 0             | 0             | 23            | 5     | 7     |        |
| San Jose Earthquakes Estados Unidos | 1.ª              | 2019             | 18    | 0     | 1      | 2     | 0     | 0      | —             | —             | —             | 20    | 0     | 1      |
| San Jose Earthquakes Estados Unidos | 1.ª              | 2020             | 14    | 2     | 1      | —     | —     | —      | —             | —             | —             | 14    | 2     | 1      |
| San Jose Earthquakes Estados Unidos | 1.ª              | 2021             | 21    | 1     | 2      | —     | —     | —      | —             | —             | —             | 21    | 1     | 2      |
| San Jose Earthquakes Estados Unidos | 1.ª              | 2022             | 17    | 1     | 0      | 2     | 0     | 0      | —             | —             | —             | 19    | 1     | 0      |
| San Jose Earthquakes Estados Unidos | Total club       | Total club       | 70    | 4     | 4      | 4     | 0     | 0      | 0             | 0             | 0             | 74    | 4     | 4      |
| Feyenoord · Países Bajos            |                  |                  |       |       |        |       |       |        |               |               |               |       |       |        |
| 1.ª                                 | 2022-23          | 19               | 0     | 1     | 1      | 0     | 0     | 8      | 0             | 1             | 28            | 0     | 2     |        |
| 1.ª                                 | 2023-24          | 12               | 0     | 1     | 2      | 0     | 0     | 1      | 0             | 0             | 15            | 0     | 1     |        |
| 1.ª                                 | 2024-25          | 1                | 0     | 0     | 1      | 0     | 0     | 0      | 0             | 0             | 2             | 0     | 0     |        |
| Total club                          | Total club       | 32               | 0     | 2     | 4      | 0     | 0     | 9      | 0             | 1             | 45            | 0     | 3     |        |
| FC Copenhague Dinamarca             |                  |                  |       |       |        |       |       |        |               |               |               |       |       |        |
| 1.ª                                 | 2024-25          | 17               | 0     | 3     | 6      | 0     | 0     | 7      | 0             | 4             | 30            | 0     | 7     |        |
| Total club                          | Total club       | 17               | 0     | 3     | 6      | 0     | 0     | 7      | 0             | 4             | 30            | 0     | 7     |        |
| Total en carrera                    | Total en carrera | Total en carrera | 144   | 9     | 16     | 14    | 0     | 0      | 16            | 0             | 5             | 174   | 9     | 21     |

## Palmarés

### Torneos cortos
| Título           | Club             | País | Año  |
| ---------------- | ---------------- | ---- | ---- |
| Torneo de Verano | Sporting Cristal | Perú | 2018 |
| Torneo Apertura  | Sporting Cristal | Perú | 2018 |

### Campeonatos nacionales
| Título                        | Club             | País         | Año     |
| ----------------------------- | ---------------- | ------------ | ------- |
| Primera División del Perú     | Sporting Cristal | Perú         | 2018    |
| Eredivisie                    | Feyenoord        | Países Bajos | 2022-23 |
| Copa de los Países Bajos      | Feyenoord        | Países Bajos | 2023-24 |
| Supercopa de los Países Bajos | Feyenoord        | Países Bajos | 2024    |
| Superliga de Dinamarca        | FC Copenhague    | Dinamarca    | 2024-25 |
| Copa de Dinamarca             | FC Copenhague    | Dinamarca    | 2024-25 |

### Distinciones individuales
| Distinción                                                                                    | Año  |
| --------------------------------------------------------------------------------------------- | ---- |
| Preseleccionado como delantero en el mejor once del Campeonato Descentralizado según la SAFAP | 2018 |